# 이민규 (배구 선수)
이민규(1992년 12월 3일 ~ )는 대한민국의 남자 배구 선수이며, 안산 OK금융그룹 읏맨의 선수이다. 2013-2014 신인 드래프트에서 전체 2순위로 안산 OK저축은행 러시앤캐시에 입단하였다. 수원 한국전력 빅스톰의 세터인 이민욱 선수의 형이기도 하다.

## 약력
이민규는 경기대학교 1학년 때부터 당당히 주전으로 활약하였고, 송명근, 송희채와 함께 경기대 3인방으로 불리며 대학배구에서 큰 주목을 받았다. 이를 바탕으로 신생팀이였던 안산 OK저축은행 러시앤캐시에 전체 2순위로 지명되었다. 세터치고는 장신으로 인해 블로킹이나 공격에 능하다.

## 안산 OK금융그룹 읏맨 시절

### 2013-2014시즌
데뷔 첫해부터 신생팀이였던 팀의 주전세터 자리를 차지하였다. 

### 2014-2015시즌
데뷔 첫해를 무사히 마치고, 두번째 시즌에는 리그 최고의 공격수이자 미들블로커인 시몬과 함께 우승을 차지하였다.

### 2015-2016시즌
세번째 시즌에서는 팀의 주전 세터로서 전반기에 당당히 남자부 리그 1위를 하였으나, 후반기에 삼성화재와의 경기에서 어깨부상을 당하며 시즌아웃이 되었다. 

### 2016-2017시즌
부상으로 인한 재활을 무사히 마치고 복귀하였으나, 주축 공격수였던 시몬이 트라이아웃 제도로 인해 떠나고, 주포인 송명근의 부상으로 팀은  일찌감치 봄배구에서 탈락하는 쓴맛을 보았다. 그로인해 팀은 최하위로 시즌을 마쳤다.

### 2017-2018시즌
개막 2연승을 기록하는데 일조하였다. 하지만 이후 경기에서 계속 팀이 계속된 연패로 부진하자 삭발을 하면서까지 팀의 승리에 대한 열망이 강했다. 그 덕분인지 12월 26일 의정부 KB손해보험 스타즈와의 경기에서 6블로킹으로 팀의 연패를 끊는데 일조하였다. 시즌이 끝난후 FA 자격을 얻어 연봉 4억 5천만원, 계약기간 3년에 원소속팀 안산 OK저축은행 러시앤캐시와 재계약하였다.

### 2018-2019시즌
시즌 초반 김세진 감독이 이번 시즌 키플레이어를 이민규로 뽑을 만큼 이민규에게는 중요한 시즌이 될 것으로 보인다. 
시즌 초반 안정적인 토스와 볼배분으로 팀의 초반 상승세를 이끌고 있다.
그러나 팀은 다소 아쉬운 5위로 시즌을 마감하였다

### 2019-2020시즌
시즌 전에 무릎수술을 받으면서 주전세터가 곽명우로 바뀌면서 재활에 좀 더 힘쓸수 있게 되었다. 그러나 주전세터로 낙점한 곽명우가 경기력 부족으로 경기 초반 흔들리면서 주전세터로 나오는 빈도가 많아지고 있다.
비시즌에 수술을 받고 재활을 했기 때문에 체력 부담을 덜어줄 선수가 필요하다.

## 경력 사항
- 2014 제17회 인천 아시안게임 남자 배구 국가대표
- 2018 제17회 자카르타 팔렘방 아시안게임 남자 배구 국가대표